# 伊日·赫尔迪纳
伊日·赫尔迪纳（捷克語：Jiří Hrdina，1958年1月5日—），捷克男子冰球运动员。他曾代表捷克斯洛伐克国家队参加1984年和1988年冬季奥林匹克运动会冰球比赛，其中1984年冬季奥运会获得一枚银牌。